# Thiesi
Thiesi település Olaszországban, Szardínia régióban, Sassari megyében. Lakosainak száma 2773 fő (2023. január 1.). Thiesi Bessude, Borutta, Cheremule, Cossoine, Giave, Ittiri, Romana és Villanova Monteleone községekkel határos.

## Népesség
A település lakossága az elmúlt években az alábbi módon változott:
| Lakosok száma | 2979 | 2936 | 2773 |
|               | 2017 | 2018 | 2023 |